# Homothyrea
Homothyrea is een geslacht van kevers uit de familie bladsprietkevers (Scarabaeidae). Het geslacht werd voor het eerst wetenschappelijk beschreven in 1895 door Kolbe.

## Soorten
- Homothyrea cinctipennis (Lansberge, 1882)
- Homothyrea helenae (Schaum, 1848)
- Homothyrea inornatipennis Gahan, 1903
- Homothyrea thoracica (Schaum, 1841)